# Кінематограф Нігерії
Кінематограф Нігерії (англ. Cinema of Nigeria, Ноллівуд) — кінематограф африканської держави Нігерія. Більшість фільмів вийшли англійською мовою. Походження терміна датується початком 2000-х, це простежується в статті газети The New York Times. У зв'язку з багатьма змінами значень і контекстів цього терміна, він не має чіткого визначення, що зробило його предметок суперечок.

## Етимологія
Походження терміна «Ноллівуд» залишається неясним. Джонатан Хеймс простежив найбільш раннє використання цього слова в статті 2002 року Метта Стінгласса в газеті The New York Times, де термін використовувався для опису нігерійського кіно. Норіміцу Оніші, японсько-канадський журналіст також використовував цей термін у вересні 2002 року в статті The New York Times. Назву продовжують використовувати в медіа на позначення нігерійської кіноіндустрії, а його визначення є поєднанням слів «Нігерія» та «Голлівіду» — центру американської кіноіндустрії.
Визначення щодо того, які фільми можна вважати ноллівудськими, завжди було предметом для обговорення. Алекс Еєнгхо визначив термін «Ноллівуд» як «сукупність заходів, які відбуваються в нігерійській кіноіндустрії, як і англійською, йоруба, хауса, ігбо, едо, ургобо, так і будь-якою іншою з понад 500 нігерійських мов». Також він зазначив, що «історична траєкторія Ноллівуду почалася з часів до і після незалежної Нігерії, з театральних і кінематографічних зусиль таких діячів, як вождь Губерт Огунде, Баба Сала, Аде Лав, Едді Угбома та інших».
Із часом термін «Ноллівуд» також почали використовувати для позначення інших дочірніх кіноіндустрій, таких як англомовна кіноіндустрія Гани. Фільми там виробляються разом із Нігерією або розповсюджуються нігерійськими компаніями. Цей термін також використовуються для нігерійсько-африканської діаспори аби залучити нігерійську авдиторію. Немає чіткого означення, наскільки «нігерійським» фільм має бути для того, щоб його назвати ноллівудським.
Багато хто постійно висловлює свою незгоду з терміном, говорячи про те, що він був придуманий іноземцем як ще одна форма імперіалізму. Також зазначалося, що «Ноллівуд» є лише імітацією Голлівуду, а не самобутністю, яка є оригінальною чи унікально африканською.

## Огляд
Кінематограф Нігерії почав бурхливо розвиватися в 1990-х і 2000-х роках, у підсумку ставши другою за величиною кіноіндустрією в світі за кількістю щорічних прем'єр фільмів, обійшовши Сполучені Штати Америки і поступаючись тільки індійській кіноіндустрії. Згідно зі звітом CNN, Нігерія отримує дохід у 250 мільйонів доларів США від виробництва фільмів, випускаючи близько 200 відеофільмів на місяць.
Кінематограф Нігерії є найбільшою кіноіндустрією в Африці з точки зору доходів та кількості фільмів, вироблених в рік. Хоча фільми в Нігерії знімалися і до 1960 року, зростання доступного цифрового знімання і технології редагування стимулювало зростання даної галузі. Відеофільми нігерійської кіноіндустрії часто відомі під назвою «Ноллівуд», за аналогією з Голлівудом та Боллівудом.

## Підгалузі

### Кіновиробництво в Нігерії
Кіновиробництво в Нігерії розділене за регіональними та дещо етнічними й релігійними ознаками. Таким чином, існують різні кіно-індустрії, і кожна з них має за мету відобразити проблеми певної частини населення та етнічної групи, яку вона представляє.
Фільми мовою йоруба вважаються підгалуззю Ноллівуду. З'явилися в середині 1960-х років, коли актори пересувних театральних труп почали розповсюджувати свої роботи. Цих практикантів вважають першими нігерійськими режисерами. Одним із перших нігерійських блокбастерів, створений мовою йоруба є фільм 1985 року Mosebolatan Мозеса Олайї, який зібрав за 5 днів після виходу близько ₦107,000.
Кіноіндустрія мовою хауса, також знана як Кеннівуд, є підгалуззю Ноллівуду. Базується в місті Кано та є найбільшим на півночі Нігерії. У 1990-х роках у кінематографі Нігерії відбулися різкі зміни: метою було залучити прихильників міксу індійської культури та культури хауса. У результаті цей напрям став надзвичайно популярним. 2012 року близько 2000 кінокомпаній було зареєстровано у Державній асоціації режисерів Кано.

### Кіновиробництво в Гані англійською мовою
Із часом термін «Ноллівуд» також почали використовувати для позначення інших дочірніх кіноіндустрій, таких як англомовний кінотеатр Гани. Протягом багатьох років у зв'язку з високою вартістю виробництва фільмів у Нігерії режисери були змушені знімати за Лагосом аби скоротити витрати. Це привело до злиття нігерійської та ганської кіноіндустрій, тому більшість ганських англомовних фільмів стали відповідати терміну «Ноллівуд». Це пов'язано зі збільшенням кількості сумісних виробництв цих кіноіндустрій. Оскільки більшість іноземців не може відрізнити фільми ганського виробництва від нігерійського, для великих кіноіндустрій стало нормою запрошувати як нігерійських, так і ганських акторів.

### Ноллівуд у США
Ноллівуд у США — це термін, який використовують для опису фільмів нігерійського виробництва, зроблених діаспорою нігерійських акторів у США. Хоча зазвичай фільми називають цим терміном, їх можуть знімати також будь-де поза США.
Фільми цієї категорії зроблені для нігерійської авдиторії. У них знімаються актори Ноллівуду разом з акторами, що лише набувають популярності. Прем'єра зазвичай відбувається в Нігерії.